# Маркус Куль
Маркус Куль (нім. Marcus Kuhl; нар. 15 березня 1956, Мангейм, Баден-Вюртемберг, ФРН) — колишній німецький хокеїст, нападник.

## Біографія

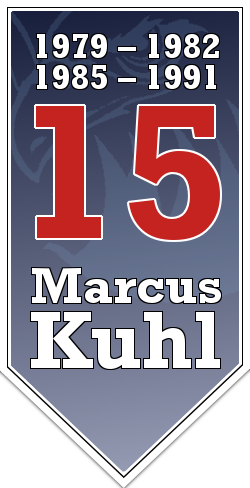
Банер з номером 15 над САП-Ареною

Вихованець клуб «Маннхаймер ЕРК», за який відіграв 9 сезонів у Бундеслізі, ще три сезони провів у складі клубу «Кельнер» ЕК. Як гравець став чемпіоном Німеччини у складі «Маннхаймер ЕРК» 1980 року.
У складі збірної ФРН виступав на наступних турнірах:
- Зимові Олімпійські ігри: 1984 та 1988;
- Чемпіонати світу з хокею: 1978, 1979, 1981, 1982, 1983, 1985 та 1987.

У 1994 році стає менеджером клубу «Адлер Мангейм» та разом з тренером Ленсом Нетері є творцем перемог клубу у чемпіонатах Німеччини 1997, 1998 та 1999 років.
За його внесок у розвиток клубу за ним закріпили навічно номер 15, а також підняли банер над «САП-Ареною».
Член Залу хокейної слави Німеччини.

## Статистика
| Сезон   | Клуб             | Ліга  | І  | Г  | А  | О  | ШХ |
| 1979/80 | «Маннхаймер ЕРК» | 1.Бун | 48 | 39 | 59 | 98 | 41 |
| 1980/81 | «Маннхаймер ЕРК» | 1.Бун | 53 | 46 | 47 | 93 | 27 |
| 1981/82 | «Маннхаймер ЕРК» | 1.Бун | 43 | 30 | 61 | 91 | 30 |
| 1982/83 | «Кельнер» ЕК     | 1.Бун | 30 | 32 | 20 | 52 | 6  |
| 1983/84 | «Кельнер» ЕК     | 1.Бун | 50 | 28 | 31 | 59 | 18 |
| 1984/85 | «Кельнер» ЕК     | 1.Бун | 45 | 30 | 43 | 73 | 25 |
| 1985/86 | «Маннхаймер ЕРК» | 1.Бун | 39 | 19 | 31 | 50 | 16 |
| 1986/87 | «Маннхаймер ЕРК» | 1.Бун | 44 | 18 | 31 | 49 | 12 |
| 1987/88 | «Маннхаймер ЕРК» | 1.Бун | 43 | 21 | 28 | 49 | 8  |
| 1988/89 | «Маннхаймер ЕРК» | 1.Бун | 34 | 9  | 27 | 36 | 14 |
| 1989/90 | «Маннхаймер ЕРК» | 1.Бун | 40 | 18 | 32 | 50 | 8  |
| 1990/91 | «Маннхаймер ЕРК» | 1.Бун | 34 | 3  | 9  | 12 | 10 |